# Dishonored (film)
Dishonored is een Amerikaanse dramafilm uit 1931 onder regie van Josef von Sternberg. De film werd destijds in Nederland uitgebracht onder de titel Onteerd.

## Verhaal
De Weense prostituee Marie Kolverer wordt spionne X27 tijdens de Eerste Wereldoorlog. Met gemak verleidt en verraadt ze vijandelijke officieren. Dan wordt ze echter verliefd op een Russische spion.

## Rolverdeling
| Acteur                 | Personage                  |
| ---------------------- | -------------------------- |
| Marlene Dietrich       | Marie Kolverer / X27       |
| Victor McLaglen        | Kolonel Kranau             |
| Gustav von Seyffertitz | Chef van de geheime dienst |
| Warner Oland           | Kolonel von Hindau         |
| Lew Cody               | Kolonel Kovrin             |
| Barry Norton           | Jonge luitenant            |